# Ledinska imena
Ledinska imena, mikrotoponimi ali terenska imena so nenaselbinska zemljepisna imena. Glede na predmet svojega
poimenovanja se delijo na več skupin:

1. obdelovalne zemeljske površine za gojenje kulturnih rastlin (agronimi): polja, njive; 

2. travniki, senožeti, pašniki; 

3. gozdovi (gozdna imena); 

4. vodne površine (vodna ledinska imena); 

5. vzpetine (gorska ledinska imena); 

6. poti in njihovi deli.
V glavnem so se ledinska imena ohranjala iz roda v rod z ustnim izročilom, saj so bila povezana z življenjem kmečkega človeka in so bila zato stalno živa v njegovi zavesti. Zaradi ustnega prenosa in nenehne uporabe so bila in so ledinska imena bolj
kakor druga imena podvržena spreminjanju. Povečini so slovanskega (slovenskega) izvora, vendar so povsod po Sloveniji v ledinskih imenih opazni tudi tuji vplivi, največ na severu in zahodu in najmanj v osrednji Sloveniji.
Nekaj najpogostejših ledinskih imen in njihovih izpeljank v slovenske priimke je navedenih spodaj.

## B
- Banja
  - Banjšek, Banjšček
- Blato
  - Blatnik, Blatenšek,
- Boršt
  - Borštnik, Borštner, Zaborštnik, Zaborštner,
- Breg
  - Bregar, Breganc, Bregovšek, Podbregar, Zabregar,
- Brin-(rastlina)
  - Brinovec, Brinovc,
- Bula-(npr: Čemanova bula)
  - Bulc, Bulec,

## D
- Dobrava
  - Dobravec, Dobrajc
- Dol
  - Dolar, Doljan, Zdolšek, Dolšak
- Dolina
  - Dolinar, Dolinšek
- Draga
  - Dragan, Dragar
- Drča
  - Drčar
- Drn
  - Drnovšek, Drnač
- Drobnjak
  - Drobnjak
- Dob
  - Dobnik

## F
- Frata
  - Fratnar, Fratinšek, Fratar,

## G
- Gaj
  - Gaj, Gajšek, Gajevec,
- Glince
  - Glinšek, Glinšak,
- Globoko
  - Globokar, Globočnik,
- Golo
  - Goljavec, Goljavšček, Goljanec, Goljanar,
- Gora
  - Gorjan, Gornik, Gorjanec, Gorjanšek, Zagorec, Zagoršek, Zagorjan, Podgorjan, Podgoršek, Podgornik,
- Gorica
  - Goričan, Goričanec, Goričnik, Zagoričnik, Podgoričnik, Goričar,
- Graba
  - Grabnar, Grabner, Grabenšek, Grabar, Grabec,
- Greben
  - Grebenšek, Grebenjak,
- Grič
  - Gričar, Gričnik,
- Griva
  - Grivšek, Grivar,

## H
- Hrib
  - Hribar, Hribernik, Podhribar, Podhribernik, Hribšek, Zahribšek,
- Hum
  - Humar, Humnik, Humer,

## I
- Igla
  - Iglar, Igličar,
- Ilovišče
  - Ilovar, Ilovšek,

## J
- Jama
  - Jamnik, Jamnikar, Jamšek,
- Jez
  - Jezovnik, Jezovnikar,
- Jezero
  - Jezernik, Jezeršek, Jezeršak,
- Jasa
  - Jasovnik, Jasovnikar, Zajasovnik, Zajasovnikar,
- Jug
  - Jug, Jugovec,

## K
- Kadunja
  - Kadunc, Kadunjar
- Kal
  - Kalšek, Kalan, Kavšek, Kavčnik
- Kališče
  - Kališnik, Kališčnik
- Kamen
  - Kamenik, Kamenšek, Kamnikar
- Klada
  - Kladnik
- Klančina
  - Klančnik, Klanjšek
- Klek
  - Klekar
- Klopce
  - Klopčar, Klopčaver
- Korito
  - Koritnik
- Kot
  - Kotnik, Zakotnik, Kotar
- Kotel
  - Kotlar
- Kraj
  - Krajšek, Krajan, Zakrajšek, Podkrajšek, Podkrajan
- Kras
  - Krašovec, Krašnjan, Podkraški
- Krnica
  - Krničan, Krničar, Krničnik

## L
- Laz
  - Laznik, Zalaznik
- Ledina
  - Ledinek, Ledinšak, Ledinšek
- Leha
  - Lehar
- Ločnica
  - Ločnikar
- Log
  - Logar, Podlogar, Medlogar, Založnik
- Loka
  - Lokar, Zalokar, Prelokar
- Lom
  - Lomovnik, Lomovšek,
- Luža
  - Lužar, Lužnik, Lužanc

## M
- Mlaka
  - Mlakar, Mlačnik,
- Močilo
  - Močilnikar, Močilar, Močivnikar
- Mrzlica
  - Mrzlikar,

## N
- Nart
  - Nartnik,

## O
- Ojstro
  - Ojsterc, Ojsternik, Ojsteršek,
- Osoje
  - Osojnikar,
- Ostenek
  - Ostenek,
- Otok
  - Otokar, Otočan,

## P
- Peč
  - Pečnik, Pečnikar, Pečovnik, Podpečnik
- Peklo
  - Peklar, Peklenšek, Peklaj
- Peščina
  - Peskar
- Planina
  - Planinc, Planinšek
- Plaz
  - Plaznik, Plazar, Plazovnik
- Polica
  - Poličar, Poličnik
- Polje, Poljana
  - Poljanšek, Poljšak, Polanc, Poljanc, Zapoljanc
- Ponikva
  - Ponikvar
- Pot
  - Potnik
- Potok
  - Potokar, Potočnik
- Prah
  - Prašnik, Prašnikar
- Prehod
  - Prehodnak
- Prepad
  - Prepadnik
- Prod
  - Prodnik, Prodan,
- Prst
  - Prstenjak
- Pusto
  - Pustinjek, Pustoslemšek

## R
- Raka
  - Rakar, Rakovec
- Ravan
  - Ravnik, Ravnikar, Raven, Ravenšek, Ravenšak, Ravnohrib
- Razpotje
  - Razpotnik
- Reber
  - Rebernik, Rebernak, Podrebernik, Reberšak, Poreber
- Reka
  - Rekar, Podrekar, (Podreca)
- Riža
  - Rižan, Rižnar, Rižner, Rižnik, Rižnikar
- Rob
  - Roban, Robnik, Robinek, Robinšek, Robinšak
- Rovt
  - Rovtar, Rovtnik

## S
- Sever
  - Sever, Severnik
- Sirnice
  - Sirnik, Sirnikar
- Skala
  - Skale, Skalar
- Skleda
  - Skledar
- Slap
  - Slapar, Slapšek, Slapernik, Slaper
- Slatina
  - Slatenšek, Slatinar, Slatinšek, Slatinek
- Sleme
  - Slemenšek, Slemenjak, Pustoslemšek
- Sotočje
  - Sotočan, Sotošek,
- Strmec
  - Strmčnik, Strmečnik
- Studenec
  - Podstudenšek, Studenčnik
- Suho
  - Sušnik, Suhadolc
- Svet
  - Svet, Svetina, Svetinšek, Svetelšek

## Š
- Šija
  - Šijan, Šijanc, Šijanec
- Škrbina
  - Škrbinjek, Škrbinšek
- Škrilj
  - Škriljar,
- Šota
  - Šotnar
- Šumnik -(slap)
  - Šumnikar

## T
- Tesen
  - Tesovnik, Tesovnikar
- Trata
  - Tratnar, Tratenšek, Tratovnik,
- Trava, Traven
  - Travnar[navedi vir], Travner[navedi vir]

## V
- Vir- (izvir)
  - Virk, Viršek, Virnik
- Visoko
  - Visočnik
- Voda
  - Vodovnik, Vodišek, Vodušek, Zavodnik,
- Vrata
  - Zavratnik, Vratarič
- Vrh
  - Vrhovšek, Vrhovnik, Vrhunc, Vrholan, Završnik, Zavrhar, Malovrh, Ostrovrhar
- Vrt
  - Vrtovec, Vrtovšek
- Vrtača
  - Vrtačar, Vrtačnik

## Z
- Zadnjica - (oblika doline)
  - Zadnikar,
- Zemlja
  - Zemljak, Zemljarič, Zemljič

## Ž
- Žleb
  - Žlebnik, Žlebinar, Žlebinšek,